# Áhmed Farasz
Áhmed Farasz (arabul: أحمد فرس); Mohammedia, 1946. december 7. – Mohammedia, 2025. július 16.) marokkói válogatott labdarúgó.

## Pályafutása

### Klubcsapatban
1965 és 1982 között a Chabab Mohammédia játékosa volt.

### A válogatottban
1966 és 1979 között 71 alkalommal szerepelt a marokkói válogatottban és 29 gólt szerzett. Tagja volt az 1976-os Afrika-kupán győztes válogatottnak. Részt vett még és az 1970-es világbajnokságon, az 1972. évi nyári olimpiai játékokon, az 1972-es és az 1978-as Afrika-kupán.

## Sikerei
Chabab Mohammédia
- Marokkói bajnok (1): 1979–80

Marokkó
- Afrikai nemzetek kupája győztes (1): 1976

Egyéni
- Az év afrikai labdarúgója (1): 1975

## Külső hivatkozások
- Áhmed Farasz – a FIFA adatbázisában
- Áhmed Farasz adatlapja a National-Football-Teams.com oldalon (angolul)

- Áhmed Farasz adatlapja a worldfootball.net oldalon (angolul)
- Áhmed Farasz. FootballDatabase.eu
- Áhmed Farasz profilja az Olympedia oldalán (angolul)